# Jedrsko gorivo
Jedrsko gorivo tudi nuklearno gorivo je gorivo, ki se uporablja v jedrskih reaktorjih za pridobivanje energije ali pa kot eksploziv v jedrskih bombah. 
Obstaja dve glavni vrsti jedrskega goriva, in sicer fisijsko ali fuzijsko:
Vsi današnji jedrski reaktorji za proizvodnjo električne so fisilni -  energija se sprošča s fisijo (cepljenjem) težkih jeder. Primeri fisilnega goriva:
- Uran-235 (235U)
- Plutonij (239Pu - pridobljen z oploditvijo 238U)
- Uran-233 (233U - pridobljen iz oploditvijo 232Th)

V večini primerov se pri fisijskih reaktorjih pridobiva energijo z verižno reakcijo, v RTG generatorjih pa tudi z radioaktivnim razpadom. 
Druga kategorija so fuzijski reaktorji, kjer se energija sprošča z fuzijo (zlivanjem) lahkih jeder. Primeri fuzijskega goriva:
- Vodik oz. njegovi izotopi devterij in tritij

Fuzijski reaktorji so precej bolj zapleteni kot fisijski. Pri fuziji so, za razliko od fisije, potrebne izredno visoke temperature in tlaki. V laboratorijih so sicer dosegli fuzijo, vendar v manjšem obsegu, do praktične uporabe je še več desetletij. Primer fuzijskega reaktorja v naravi je Sonce ali pa druge zvezde.
Pri atomskih bombah se energija sprošča z izredno hitro verižno reakcijo, pri kateri se cepi gorivo, kot je uran ali plutonij. Obstajajo pa tudi vodikove (termonuklearne) bombe, kjer eksplozija manjše atomske bombe (t. i. prva stopnja) povzroči izredno visoke temperature in tlake, ki potem sprožijo zlivanje lahkih jeder vodika (2. stopnja). V bistvu sta dve bombi v eni, prva je fisijska, druga pa fuzijska. Vodikove so dosti močnejše od samo fisilnih. 

### Gorivo za tlačnovodne reaktorje
- NEI fuel schematic Arhivirano 2004-10-22 at the Library of Congress
- Picture of a PWR fuel assembly Arhivirano 2015-04-23 na Wayback Machine.
- Picture showing handling of a PWR bundle
- Mitsubishi nuclear fuel Co. Arhivirano 2012-02-24 na Wayback Machine.

### Gorivo za vrelovodne reaktorje
- Picture of a "canned" BWR assembly
- Physical description of LWR fuel Arhivirano 2005-11-04 na Wayback Machine.
- Links to BWR photos from the nuclear tourist webpage

### Gorivo za CANDU reaktorje
- CANDU Fuel pictures and FAQ Arhivirano 2006-03-15 na Wayback Machine.
- Basics on CANDU design
- The Evolution of CANDU Fuel Cycles and their Potential Contribution to World Peace
- CANDU Fuel-Management Course Arhivirano 2006-03-15 na Wayback Machine.
- CANDU Fuel and Reactor Specifics (Nuclear Tourist)
- Candu Fuel Rods and Bundles

### TRISO gorivo
- TRISO fuel descripción
- Non-Destructive Examination of SiC Nuclear Fuel Shell using X-Ray Fluorescense Microtomography Technique
- GT-MHR fuel compact process Arhivirano 2006-03-06 na Wayback Machine.
- Description of TRISO fuel for "pebbles" Arhivirano 2005-11-12 na Wayback Machine.
- LANL webpage showing various stages of TRISO fuel production
- Method to calculate the temperature profile in TRISO fuel Arhivirano 2016-04-15 na Wayback Machine.

### QUADRISO gorivo
- Conceptual Design of QUADRISO Fuel

### CERMET gorivo
- A Review of Fifty Years of Space Nuclear Fuel Development Programs Arhivirano 2005-12-30 na Wayback Machine.
- Thoria-based Cermet Nuclear Fuel: Sintered Microsphere Fabrication by Spray Drying Arhivirano 2006-05-28 na Wayback Machine.
- The Use of Molybdenum-Based Ceramic-Metal (CerMet) Fuel for the Actinide Management in LWRs

### TRIGA gorivo
- General Atomics TRIGA fuel website Arhivirano 2005-12-23 na Wayback Machine.

### Gorivo za fuzijske reaktrje
- Advanced fusion fuels presentation Arhivirano 2016-04-15 na Wayback Machine.